# Arcidiocesi di Calicut
L'arcidiocesi di Calicut (in latino Archidioecesis Calicutensis) è una sede metropolitana della Chiesa cattolica in India. Nel 2025 contava 48.050 battezzati su 9.164.058 abitanti. È retta dall'arcivescovo Varghese Chakkalakal.

## Territorio
L'arcidiocesi comprende parte dello stato indiano del Kerala.
Sede arcivescovile è la città di Kozhikode, nota anche come Calicut, dove si trova la cattedrale della Madre di Dio. A Mahe sorge la basilica minore di Santa Teresa.
Il territorio è suddiviso in 41 parrocchie, raggruppate in 4 decanati.

### Provincia ecclesiastica
La provincia ecclesiastica di Calicut, istituita nel 2025, comprende le seguenti suffraganee:
- diocesi di Kannur,
- diocesi di Sultanpet.

## Storia
La diocesi di Calicut fu eretta il 12 giugno 1923 con il breve Cum auctus di papa Pio XI, ricavandone il territorio dalle diocesi di Mangalore, di Mysore e di Coimbatore.
Originariamente suffraganea dell'arcidiocesi di Bombay, il 19 settembre 1953 in forza della bolla Mutant res di papa Pio XII entrò a far parte della provincia ecclesiastica di Verapoly.
Il 31 dicembre 1953 cedette la giurisdizione sui fedeli di rito siriaco orientale residenti nel proprio territorio all'eparchia di Tellicherry (oggi arcieparchia).
Il 12 gennaio 1960 incorporò una porzione di territorio che era appartenuta alla diocesi di Mangalore.
Il 5 novembre 1998 cedette un'altra porzione di territorio a vantaggio dell'erezione della diocesi di Kannur.
Il 28 dicembre 2013 cedette la porzione del suo territorio insistente sul distretto di Palakkad a vantaggio dell'erezione della diocesi di Sultanpet.
Il 12 aprile 2025 è stata elevata al rango di sede metropolitana da papa Francesco.

## Cronotassi dei vescovi
Si omettono i periodi di sede vacante non superiori ai 2 anni o non storicamente accertati.
- Paolo Carlo Perini, S.I. † (12 giugno 1923 - 28 giugno 1932 deceduto)
  - Sede vacante (1932-1937)
- Leone Proserpio, S.I. † (2 dicembre 1937 - 8 settembre 1945 deceduto)
  - Sede vacante (1945-1948)
- Aldo Maria Patroni, S.I. † (8 aprile 1948 - 7 giugno 1980 ritirato)
- Maxwell Valentine Noronha † (7 giugno 1980 - 19 aprile 2002 ritirato)
- Joseph Kalathiparambil (19 aprile 2002 - 22 febbraio 2011 nominato segretario del Pontificio consiglio della pastorale per i migranti e gli itineranti)
- Varghese Chakkalakal, dal 15 maggio 2012

## Statistiche
La diocesi nel 2025 su una popolazione di 9.164.058 persone contava 48.050 battezzati, corrispondenti allo 0,5% del totale.
| anno | popolazione | popolazione | popolazione | presbiteri | presbiteri | presbiteri | presbiteri                | diaconi | religiosi | religiosi | parrocchie |
| anno | battezzati  | totale      | %           | numero     | secolari   | regolari   | battezzati per presbitero | diaconi | uomini    | donne     | parrocchie |
| ---- | ----------- | ----------- | ----------- | ---------- | ---------- | ---------- | ------------------------- | ------- | --------- | --------- | ---------- |
| 1950 | 51.798      | 3.550.000   | 1,5         | 86         | 35         | 51         | 602                       |         | 67        | 251       | 35         |
| 1959 | 26.336      | 3.700.000   | 0,7         | 70         | 36         | 34         | 376                       |         | 59        | 354       | 15         |
| 1970 | 28.088      | 4.887.974   | 0,6         | 101        | 50         | 51         | 278                       |         | 72        | 497       | 15         |
| 1980 | 44.269      | 6.526.000   | 0,7         | 117        | 55         | 62         | 378                       |         | 90        | 888       | 15         |
| 1990 | 51.320      | 9.444.000   | 0,5         | 130        | 67         | 63         | 394                       |         | 98        | 1.118     | 17         |
| 1999 | 28.990      | 7.565.397   | 0,4         | 96         | 49         | 47         | 301                       |         | 87        | 669       | 23         |
| 2000 | 23.035      | 8.770.634   | 0,3         | 90         | 46         | 44         | 255                       |         | 83        | 680       | 50         |
| 2001 | 23.526      | 8.770.634   | 0,3         | 99         | 46         | 53         | 237                       |         | 92        | 692       | 50         |
| 2002 | 24.778      | 8.770.634   | 0,3         | 96         | 48         | 48         | 258                       |         | 87        | 690       | 43         |
| 2003 | 30.909      | 8.826.998   | 0,4         | 97         | 44         | 53         | 318                       |         | 92        | 697       | 46         |
| 2004 | 35.123      | 8.831.557   | 0,4         | 105        | 45         | 60         | 334                       |         | 101       | 709       | 46         |
| 2006 | 38.092      | 10.061.127  | 0,4         | 111        | 43         | 68         | 343                       |         | 92        | 726       | 41         |
| 2013 | 39.173      | 8.910.418   | 0,4         | 113        | 52         | 61         | 346                       |         | 137       | 652       | 39         |
| 2016 | 48.250      | 8.059.057   | 0,6         | 132        | 57         | 75         | 365                       |         | 127       | 710       | 41         |
| 2019 | 43.500      | 8.059.554   | 0,5         | 152        | 57         | 95         | 286                       |         | 145       | 710       | 41         |
| 2021 | 43.875      | 8.064.735   | 0,5         | 162        | 66         | 96         | 270                       |         | 145       | 710       | 41         |
| 2023 | 47.050      | 9.164.058   | 0,5         | 138        | 63         | 75         | 340                       |         | 195       | 790       | 53         |
| 2025 | 48.050      | 9.164.058   | 0,5         | 184        | 82         | 102        | 261                       | ?       | ?         | 790       | 41         |